# Club sportif de Menzel Bouzelfa
 (août 2024).
Si vous disposez d'ouvrages ou d'articles de référence ou si vous connaissez des sites web de qualité traitant du thème abordé ici, merci de compléter l'article en donnant les références utiles à sa vérifiabilité et en les liant à la section « Notes et références ».
Le Club sportif de Menzel Bouzelfa (arabe : النادي الرياضي بمنزل بوزلفة), plus couramment abrégé en CS Menzel Bouzelfa, est un club tunisien de football fondé en 1944 et basé dans la ville de Menzel Bouzelfa.

## Histoire
Fondé en 1944 sous le nom de Croissant sportif menzelien, il ne commence ses activités qu'à partir de la saison 1947-1948 — le club joue son premier match officiel le 19 octobre 1947 — puis cesse ses activités après les événements de janvier 1952. En 1958, après l'indépendance de la Tunisie, le maire de Menzel Bouzelfa, Abdelhamid Kobbi, refonde le club sous le nom de Club sportif de Menzel Bouzelfa (CSMB) ; ce dernier obtient une autorisation avec le visa n°3 262. En même temps, Mhamed Ben Zouitine et Abed Limam rassemblent des jeunes sportifs menzéliens avant qu'Arbi Foddah, secrétaire général du club, en prenne les commandes et le mette sur la bonne voie. En 1966, Hamda Tlemçani crée la première école de football dans la région.
Le club évolue de la saison 1957-1958 à la saison 1972-1973 entre les Ligues III et IV. En 1973, Hédi Fahem devient président du club, il recrute l'entraîneur Salim Zlitni qui hisse le CSMB au plus haut niveau : il monte en Ligue II à la fin de la saison 1974-1975 et remporte le championnat en 1978-1979. Il monte alors en Ligue I avant de redescendre en Ligue II et d'y passer cinq saisons.
Il évolue de 1985 à 2005 dans des divisions inférieures. À la fin de la saison 2005-2006, il monte en Ligue IV puis, à la fin de la saison 2007-2008, en Ligue III sous la présidence de l'ancien joueur du club, Adel Kobbi. Après la révolution du 14 janvier 2011, le club a connu de graves problèmes financiers et termine la saison 2011-2012 à la onzième place avec 35 points et la saison suivante à la troisième place avec 39 points. Durant la saison 2013-2014, le club joue les premiers rôles mais, au cours des deux dernières journées, rate l'accession en Ligue II. L'année suivante, le club se classe à la cinquième place mais descend en Ligue IV après le retrait de six points, conduisant le président Adel Kobbi à jeter l'éponge et à quitter le club. Un ancien joueur, Chawki Chebel, prend alors la relève et le club revient en Ligue III à la fin de la saison 2017-2018. Au mois de décembre 2018, et pour des raisons de santé, Chawki Chebel démissionne et c'est Mohamed Missaoui qui prend la relève : il nomme Ali Sraieb comme entraîneur à la place de Habib Sahli et injecte des fonds. À la fin de la saison 2018-2019, le club revient en Ligue II après 34 ans d'absence.

## Palmarès
- Championnat de Tunisie (Ligue II) : 1979 (poule nord)

## Présidents
- 1958-1970 : Abdelhamid Kobbi
- 1970-1971 : Hédi Turki
- 1971-avril 1973 : Arbi Farfra (Foddah)
- avril 1973-1976 : Hédi Fahem
- 1976-1977 : Habib Slama
- 1977-1980 : Hédi Fahem
- 1980-1981 : Habib Khessairi
- 1981-1982 : Arbi Belai
- 1982-1987 : Hédi Fahem
- 1987-1988 : Habib Khessairi
- 1988-1989 : Hédi Fahem
- 1989-1990 : Arbi Belai
- 1990-1992 : Hédi Fahem
- 1992-1995 : Ridha Jelalia
- 1995-1999 : Mounir Limam
- 1999-2004 : Hédi Fahem
- 2004-2008 : Adel Kobbi
- 2008-2010 : Anouar Fathallah
- 2010-2015 : Adel Kobbi
- 2015-2019 : Chawki Chebel
- 2019-2020 : Mohamed Missaoui
- 2020-2022 : Chawki Chebel
- 2022-2024 : Mohamed Batnini
- depuis 2024 : Ezeddine Ayari